# Quicklook
Quicklooks (auch Browse-Image) sind künstlich verschlechterte Satellitenbilder, die für einen schnellen Datenüberblick gedacht sind. Anhand solcher Bilder kann man im Vorfeld eines Kaufes oder Downloads beurteilen, ob die entsprechenden Daten im vollen Umfang für die Zielsetzung eines Projektes überhaupt geeignet sind (ob sie z. B. tatsächlich ein bestimmtes Gebiet abdecken und wie die Verteilung von Wolken, Schleiern oder anderen Störungen ist). Meist wird für Quicklooks die räumliche Bildauflösung oder Farbtiefe herabgesetzt und/oder die Daten einer verlustbehafteten Kompression (z. B. JPEG) unterzogen.